# Куло, Вильфрид
Вильфри́д Куло́ (фр. Wilfrid Coulot; род. 25 июня 1986, Безансон) — французский кёрлингист и тренер по кёрлингу.

## Достижения
- Чемпионат Франции по кёрлингу среди смешанных пар: золото (2024[1][2]).
- Первенство Европы по кёрлингу среди юниоров: серебро (2005).

## Команды
| Сезон                                               | Четвёртый     | Третий                | Второй          | Первый                | Запасной           | Тренер                                       | Турниры                              |
| --------------------------------------------------- | ------------- | --------------------- | --------------- | --------------------- | ------------------ | -------------------------------------------- | ------------------------------------ |
| 2002—03                                             | Ришар Дюкро   | Рафаэль Матьё         | Тони Анжибу     | Cyril Roux            | Вильфрид Куло      |                                              | ЧМЮ-Б 2003 (4 место)                 |
| 2003—04                                             | Вильфрид Куло | Amaury Pernette       | Romain Jot      | Jean-Olivier Biechely | Michaef Crevoisier | André Jouvent                                | ЧМЮ-Б 2004 (5 место)                 |
| 2004—05                                             | Вильфрид Куло | Amaury Pernette       | Роман Борини    | Alexandre Ceriovi     |                    | Lerale-Alexandre Janc                        | ПЕЮ 2005                             |
| 2006—07                                             | Вильфрид Куло | Роман Борини          | Amaury Pernette | Aurélien Fasano       | Damien Bertoluzzi  | Marc Lerave-Alexandre                        | ПЕЮ 2007 (5 место)                   |
| 2010—11                                             | Тони Анжибу   | Тома Дюфур            | Лионель Ру      | Вильфрид Куло         | Жан Анри Дюкро     | Phillippe Bertrand (ЧЕ), Жан Анри Дюкро (ЧМ) | ЧЕ 2010 (8 место) ЧМ 2011 (5 место)  |
| 2011—12                                             | Тони Анжибу   | Тома Дюфур            | Лионель Ру      | Вильфрид Куло         | Жереми Фрариерь    | Бьорн Шрёдер                                 | ЧЕ 2011 (8 место) ЧМ 2012 (10 место) |
| 2012—13                                             | Тома Дюфур    | Лионель Ру            | Вильфрид Куло   | Жереми Фрариерь       | Тони Анжибу        | Бьорн Шрёдер, Alain Contat                   | ЧЕ 2012 (8 место)                    |
| 2015—16                                             | Вильфрид Куло | Jean-Olivier Biechely | Louis Pizon     | Simon Pagnot          | Sylvain Mouterde   |                                              | ЧЕ 2015 (27 место)                   |
| Кёрлинг среди смешанных пар (mixed doubles curling) |               |                       |                 |                       |                    |                                              |                                      |
| 2008—09                                             | Солен Куло    | Вильфрид Куло         |                 |                       |                    |                                              | ЧМСП 2009 (15 место)                 |
| 2023—24                                             | Ксения Шевчук | Вильфрид Куло         |                 |                       |                    | Тьерри Мерсье                                | ЧМСП 2024 · (квал. 2023) · ЧФСП 2024 |
| 2023—24                                             | Ксения Шевчук | Вильфрид Куло         |                 |                       |                    | Джеймс Драйбур                               | ЧМСП 2024 (18 место)                 |

(скипы выделены полужирным шрифтом)

## Результаты как тренера национальных сборных
| Год  | Турнир                                           | Сборная               | Место |
| ---- | ------------------------------------------------ | --------------------- | ----- |
| 2008 | Первенство Европы по кёрлингу среди юниоров 2008 | Франция (юниоры жен.) | 4     |
| 2009 | Первенство Европы по кёрлингу среди юниоров 2009 | Франция (юниоры жен.) | 1     |
| 2009 | Чемпионат мира по кёрлингу среди юниоров 2009    | Франция (юниоры жен.) | 9     |
| 2010 | Чемпионат мира по кёрлингу среди юниоров 2010    | Франция (юниоры жен.) | 6     |

## Частная жизнь
Из семьи кёрлингистов. Его сёстры, Мари и Солен Куло — кёрлингистки, их команду Вильфрид неоднократно тренировал (Солен скончалась в 2010 в возрасте 20 лет).